# Aeroportul Hafar Al-Batin Domestic
Aeroportul Hafar Al-Batin Domestic (IATA: KMC, ICAO: OEKK) este un aeroport din King Khalid Military City⁠(d), Arabia Saudită ce deservește zona Hafar Al-Batin⁠(d). A fost numit după zona deservită.
Situat la o altitudine de 412 m, aeroportul dispune de o singură pistă.